# 親善大使
親善大使（しんぜんたいし、英: Goodwill ambassador）とは、国際機関、国家や地域、諸団体の対外的な文化交流の増進を図るために任ぜられる役職、あるいは称号。外交官の「大使」とは異なる、象徴的な肩書。

## 概要
国際連合の「国際運動親善大使」や、州や市町村の公的環境事業の「観光親善大使」などは「大使」とは付くが、これらの大使は外交官たる「大使」のことではなく、任命は民間人からもされる。いわゆる外交特権は持たず、一国家が直接派遣することもないので、国家の代表というわけではない。象徴的、広報的な役職であり、イメージキャラクター的性格を帯びる場合も多く、ジャーナリストや作家、芸能人などからも選ばれることがある。
任命は市町村の首長、国連の当該専門機関長など当該親善大使を派遣する者が行う。また、「国連運動親善大使」は国連の広報機関が任命するケースが殆どで、事務総長が直接任命する場合は極めて稀である。
「国連運動親善大使」に関しては、国連加盟国から当該国を代表して国際連合に対して派遣される特命全権大使である「国連大使」とは、名称が似ているが、職務・地位・権限など全く異なる。国連大使は各国の外交官（民間人で外交官としての資格を与えられたものも含む）もしくは政治家からしか任命されず、当該国の政府代表部（名称は国連代表部、常駐代表部など国より様々）にて勤務する。権限は他の特命全権大使と同じであり、外交特権を享受する。